# ヨーロッパ企画
ヨーロッパ企画（ヨーロッパきかく）は、株式会社オポスが運営する日本の劇団および企画集団である。主宰は上田誠。1998年結成。

## 概要
主宰・上田誠の作および演出によるコメディにこだわった演劇公演の他、イベント企画、映像制作、テレビ・ラジオの出演や企画構成など、「劇団」の枠を超えた活動をしている。演劇公演では、結成以来一貫してコメディを上演し続けており、SFやファンタジーの世界観を絡めながらも登場人物による日常会話をつむぐ群像コメディ、特殊な劇構造や仕掛けなどがある企画性コメディを上演している。
京都にある旧上田製菓（ヨーロッパハウス）を拠点とし、東京・大阪をはじめ日本各地で活動する。
元々、関西の劇団の中では有名な存在だったが、特に2005年に代表作『サマータイムマシン・ブルース』が映画化されてからは人気と知名度が上がり、2009年には『曲がれ!スプーン』（『冬のユリゲラー』改題）も映画化された。
2012年の舞台『月とスイートスポット』では「拙者ムニエル」より加藤啓、「劇団ロロ」より望月綾乃が客演として参加し、舞台表現の幅を広げている。

## 沿革
- 1998年10月、同志社大学のサークル「同志社小劇場」内で諏訪雅が上田誠・永野宗典を誘ってユニット結成。
- 1999年2月、ユニット名を「ヨーロッパ企画」に決定。
- 2000年4月、「同志社小劇場」から「ヨーロッパ企画」として正式に独立。
- 2001年12月、第9回公演『12人の追い抜けないアキレス』で、初の大阪公演。
- 2002年2月 - 3月、第10回公演『冬のユリゲラー2002』で、初の東京公演。
- 2002年10月、第11回公演『ロードランナーズ・ハイ』で、『よしもとrise演劇祭』優勝（賞金300万円）。
- 2003年12月 - 2004年1月、第14回公演『空前のクイズアワー』で、ライブハウスを中心に全国13か所を巡る。
- 2005年9月、『サマータイムマシン・ブルース』が本広克行監督により映画化。これに合わせる形で8月から9月にかけて舞台版の『サマータイムマシン・ブルース2005』を第18回公演として5都市（京都・東京・大阪・札幌・福岡）で公演。
- 2006年6月、ヨーロッパ企画の運営会社である「株式会社オポス」を設立。扇町ミュージアムスクエアのスタッフ時代からヨーロッパ企画と親交を深めていた吉田和睦が株式会社オポスの代表取締役、及びヨーロッパ企画のマネージャーとして就任[7]。
- 2006年9月 - 11月、第21回公演『ブルーバーズ・ブリーダーズ』を7都市（京都・東京・福岡・札幌・大阪・米原・福山）で公演。また、大阪公演ではABCが主催した『中之島演劇祭』にも参加。
- 2007年11月 - 12月、第24回公演『火星の倉庫』を4都市（京都・福岡・東京・大阪）で公演。また、当公演以降は従来の小劇場公演から中規模以上の劇場・ホールなどの中劇場公演に移行。
- 2008年5月 - 6月・8月、ヨーロッパ企画結成10周年企画の一つとして、第25回公演『あんなに優しかったゴーレム』を6都市（京都・大阪・名古屋・広島・福岡・東京）で公演。また、当公演から開演前のプレビュー公演を栗東で行なった[注 1]。
- 2009年11月、『曲がれ!スプーン』（『冬のユリゲラー』改題）が本広克行監督により映画化。これに合わせる形で、2009年12月から2010年3月に『曲がれ!スプーン』を第28回公演として7都市（東京・いわき・京都・広島・福岡・名古屋・大阪）で公演（他に栗東でのプレビュー公演あり）。
- 2017年4月、『来てけつかるべき新世界』（第35回公演／2016年上演）で第61回岸田國士戯曲賞受賞[8]。
- 2021年10月、オポスに所属し学生時代から客演として参加してきた藤谷理子の正式入団を発表[9]。役者の入団は17年ぶり。
- 2022年12月、第2回公演から24年間在籍した劇団員の本多力の退団を発表。
- 2024年12月、客演として参加してきた金丸慎太郎の入団を発表[10]。

## メンバー
役者メンバーもそれぞれスタッフワークを兼任する。下記に挙げたメンバー以外にも制作担当の専任スタッフが多数いる。ヨーロッパ企画の本公演に関しては、原則として役者メンバーが全員出演（一部例外あり）。また、下記に挙げたメンバーは基本的に公式サイトのメンバーページに掲載されているが、黒木正浩はヨーロッパ企画内の派生ユニットである「黒木組」としての活動がメインということもあり、公式サイトのメンバーページには長年掲載されていなかった。
主宰（代表）
- 上田誠（旗揚げメンバー：脚本、演出、構成作家など）

役者メンバー
- 諏訪雅（旗揚げメンバー：役者、制作、脚本、演出など）
- 永野宗典（旗揚げメンバー：役者、小道具、脚本、演出など）
- 石田剛太（1999年から参加：役者、ラジオパーソナリティなど）
- 酒井善史（2000年から参加：役者、脚本、舞台美術、ロボット製作など）
- 中川晴樹（2000年から参加：役者、構成作家など）
- 土佐和成（2004年から参加：役者など）
- 角田貴志（2004年から参加：役者、デザイン、イラストレーション、構成作家、写真展など）
- 西村直子（2004年から参加：役者など）
- 藤谷理子（2021年から参加：役者など）
- 金丸慎太郎（2024年から参加：役者など）

制作メンバー
- 大歳倫弘（2005年から参加：脚本、演出、構成作家など）
- 西垣匡基（2010年から参加：脚本、TVディレクターなど） - 古藤望とのユニット「マゴノテ」の脚本・演出としても活動。
- 山口淳太（2005年から参加：映像制作、カメラマン、映画監督など）
- 大見康裕（2005年から参加：映像制作、映像作家など）
- 橋本尚和（2012年から参加：脚本、映像ディレクター）
- 鍋島雅郎（2016年から参加：TVディレクター）
- 小林哲也（2018年から参加：脚本、映像ディレクター、編集、構成作家）
- 左子光晴（2018年から参加：脚本、演出、構成作家）
- 中田歩（2018年から参加：脚本、演出、構成作家）

黒木組
- 黒木正浩（2004年から参加：役者、映画監督など）

### 元所属メンバー
- 瀬戸中基良（1999年 - 2004年在籍：役者など）
- 松田暢子（1999年 - 2008年在籍：役者、小道具、文芸助手など） - 当初は音響スタッフとして参加、役者としての参加は2000年から。
- 清水智子（役者など） - 現在はリガメント所属[11]。
- 伊藤紘介（2001年 - 2007年在籍：役者、構成作家など）
- 玉田晋平（1999年 - 2003年在籍：役者など）
- 坪倉英夫（役者など）
- 山脇唯（2004年 - 2013年在籍：役者、ダンス振り付け、衣装など） - 北区つかこうへい劇団出身[注 2][13]。
- 本多力（1999年 - 2022年在籍[14]：役者、制作など）
- 吉田和睦（2006年 - 2022年在籍[2]：株式会社オポスの代表取締役、マネージャー、プロデューサーなど）

## 演劇公演

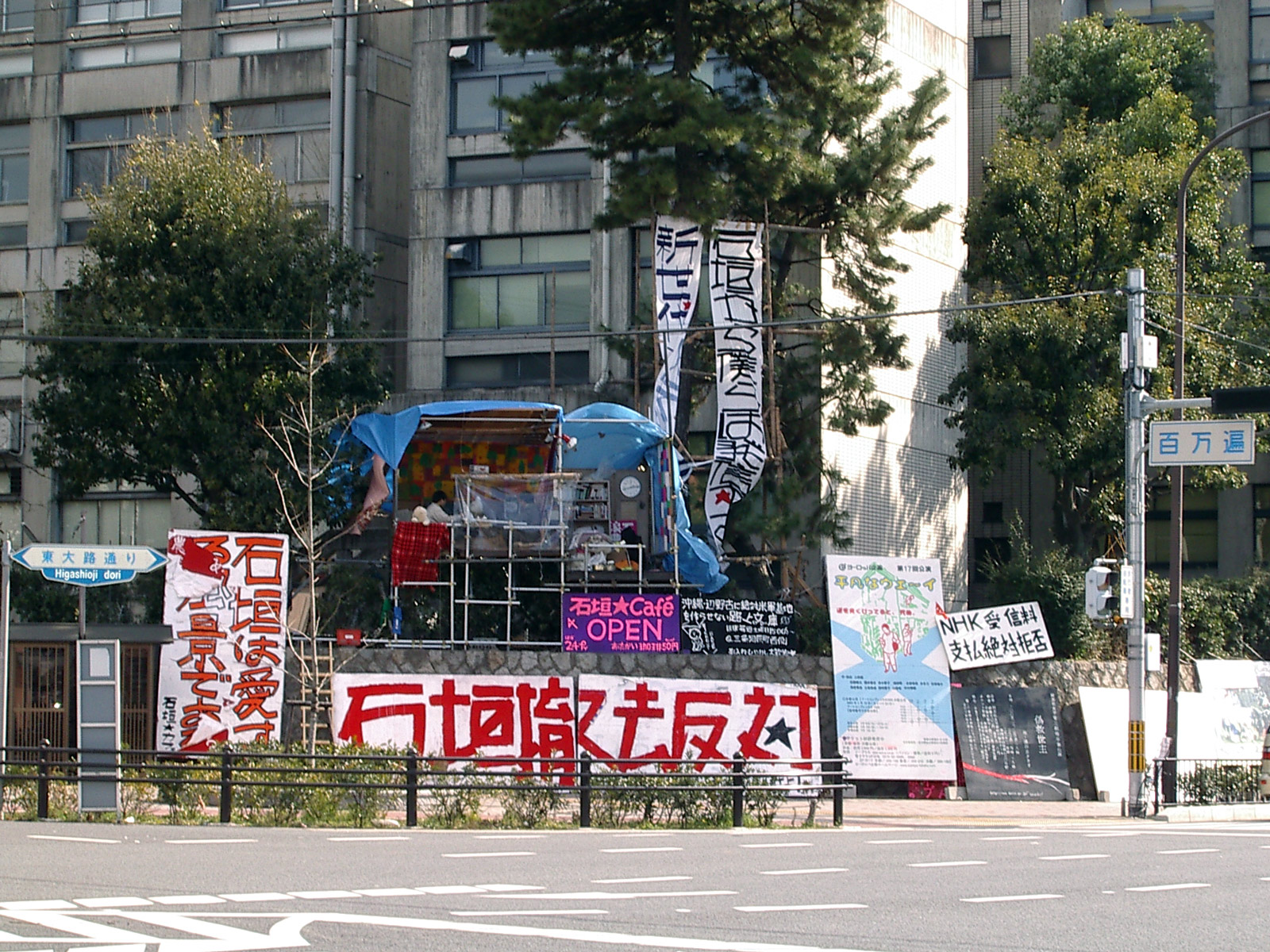
京大の石垣に立て看板をするのが、同志社小劇場時代からの恒例。第17回公演『平凡なウェーイ』（2005年3月）

ヨーロッパ企画の演劇公演は、現在は本劇団による本公演と、本劇団内の派生ユニットである「ヨーロッパ企画 イエティ」によるプロデュース公演を上演している。

### 本公演
現在は、おおむね年1回のペースで上演（2007年以前は年2回から4回のペースで上演したことがある）。上田誠が全公演の脚本と演出を手掛けている。かつては全て小劇場での上演だったが、現在は全て中規模以上の劇場やホールでの上演となっている。
「※1」の印がついたものはヨーロッパ企画によりDVD化されている公演であり、「※2」の印がついたものははDVDメーカーが販売元となっている公演である。下記のDVDの項目も参照。
| 次数       | 公演タイトル                              | 公演年      | 備考 |
| ---------- | ----------------------------------------- | ----------- | --- |
| 第1回公演  | ところで、君はUFOを見たか?                | 1998年      | 当時は同志社大学の大学祭に同志社小劇場内で1回限りのユニットとして、「同志社小劇場EVE公演」にて参加。後にユニット名を「ヨーロッパ企画」に決定した際に、当公演を第1回公演とするようになった。 |
| 第2回公演  | 翼よごらんあれが恋の灯だ                  | 1999年      | 本多力・石田剛太が初参加 |
| 第3回公演  | 戦う                                      | 1999年      | |
| 第4回公演  | 翼よごらんあれが恋の灯だ（再演）          | 1999年      | |
| 第5回公演  | 苦悩のピラミッダー                        | 2000年      | 酒井善史・中川晴樹が初参加 |
| 第6回公演  | 衛星都市へのサウダージ                    | 2000年      | |
| 第7回公演  | 冬のユリゲラー                            | 2000年      | |
| 第8回公演  | サマータイムマシン・ブルース              | 2001年      | |
| 第9回公演  | 12人の追い抜けないアキレス※1              | 2001年      | |
| 第10回公演 | 冬のユリゲラー2002                        | 2002年      | |
| 第11回公演 | ロードランナーズ・ハイ※1                  | 2002年      | |
| 第12回公演 | 囲むフォーメーション                      | 2003年      | |
| 第13回公演 | サマータイムマシン・ブルース2003※1        | 2003年      | |
| 第14回公演 | 空前のクイズアワー                        | 2003年      | |
| 第15回公演 | ムーミン※1                                | 2004年      | |
| 第16回公演 | インテル入ってない                        | 2004年      | 土佐和成・角田貴志・西村直子・黒木正浩が初参加。黒木は当公演が唯一出演した本公演作品である。                                                                                                |
| 第17回公演 | 平凡なウェーイ※1                          | 2005年      | |
| 第18回公演 | サマータイムマシン・ブルース2005※2        | 2005年      | 『サマータイムマシン・ブルース』の映画化に合わせて3度目の再演。 |
| 第19回公演 | 囲むフォーメーションZ                     | 2005年      | |
| 第20回公演 | Windows5000※1                             | 2005年      | |
| 第21回公演 | ブルーバーズ・ブリーダーズ※1              | 2006年      | |
| 第22回公演 | 苦悩のピラミッダー※1                      | 2007年      | 「バック・トゥ2000シリーズ」として、両公演を東京と大阪で同時に公演。出演する役者メンバーは、『苦悩のピラミッダー』と『冬のユリゲラー』の2チームに分かれて公演活動を行った。                 |
| 第23回公演 | 冬のユリゲラー※1                          | 2007年      | 「バック・トゥ2000シリーズ」として、両公演を東京と大阪で同時に公演。出演する役者メンバーは、『苦悩のピラミッダー』と『冬のユリゲラー』の2チームに分かれて公演活動を行った。                 |
| 第24回公演 | 衛星都市へのサウダージ※1                  | 2007年      | 「バック・トゥ2000シリーズ」として東京と大阪で公演。役者メンバーも当公演で再び結集した。 |
| 第25回公演 | 火星の倉庫※1                              | 2007年      | |
| 第26回公演 | あんなに優しかったゴーレム※1              | 2008年      | |
| 第27回公演 | ボス･イン･ザ･スカイ※1                     | 2009年      | |
| 第28回公演 | 曲がれ!スプーン※2 （冬のユリゲラー 改題） | 2009年      | 『曲がれ!スプーン』の映画化に合わせて4度目となる改訂再演。 |
| 第29回公演 | サーフィンUSB                             | 2010年      | |
| 第30回公演 | ロベルトの操縦※1                          | 2011年      | 当公演以降の本公演では「企画性コメディ」を模索。また、本公演の新作では2006年の『ブルーバーズ・ブリーダーズ』以来5年ぶりに客演として中山祐一朗と山本真由美が参加。                           |
| 第31回公演 | 月とスイートスポット※1                    | 2012年      | チンピラが時空を漂流するという「漂流コメディ」。栗東（プレビュー公演）・京都・広島・福岡・名古屋・東京・大阪の7都市で約1万人の動員を記録。                                                  |
| 第32回公演 | 建てましにつぐ建てましポルカ※1            | 2013年      | |
| 第33回公演 | ビルのゲーツ※1                            | 2014年      | |
| 第34回公演 | 遊星ブンボーグの接近※1                    | 2015年      | |
| 第35回公演 | 来てけつかるべき新世界※1                  | 2016年      | 本作で上田誠が第61回岸田國士戯曲賞を受賞。本公演をきっかけに藤谷理子がオポスに入所（2021年にヨーロッパ企画に正式入団）。                                                                    |
| 第36回公演 | 出てこようとしてるトロンプルイユ※1        | 2017年      | |
| 第37回公演 | サマータイムマシン・ブルース              | 2018年      | 4度目の再演。 |
| 第38回公演 | サマータイムマシン・ワンスモア            | 2018年      | 『サマータイムマシン・ブルース』の15年後にあたる作品で、上演時には同じ舞台装置を使用する。                                                                                                  |
| 第39回公演 | ギョエー！ 旧校舎の77不思議               | 2019年      | |
| 第40回公演 | 九十九龍城                                | 2021-2022年 | |
| 第41回公演 | あんなに優しかったゴーレム                | 2022年      | |
| 第42回公演 | 切り裂かないけど攫いはするジャック        | 2023年      | |
| 第43回公演 | 来てけつかるべき新世界                    | 2024年      | ８年ごしの再演 |

### ヨーロッパ企画 イエティ
本公演で上田誠の文芸助手を務める大歳倫弘が全公演の脚本・演出を手がけるプロデュースユニットで、2009年以降おおむね年1、2回のペースで上演している。
|     | 公演タイトル                       | 公演年 | 備考                                                            |
| --- | ---------------------------------- | ------ | --------------------------------------------------------------- |
| ♯1  | コテンパン・ラリー                 | 2009年 | 「ヨーロッパ企画プロデュース イエティくんスケッチ集」として上演 |
| ♯2  | 小ガイド 大ガイド                  | 2010年 |                                                                 |
| ♯3  | スーシーズ                         | 2010年 | 初の東京公演。                                                  |
| ♯4  | ドンキーヤング                     | 2011年 |                                                                 |
| ♯5  | ブラッド＆バター                   | 2012年 | 初の大阪公演。これ以後、東京・大阪・京都の3都市での公演が定着。 |
| ♯6  | ウイークポイントシャッフル         | 2012年 |                                                                 |
| ♯7  | さらば、ゴールドマウンテン         | 2013年 |                                                                 |
| ♯8  | 燃えろ！アストロ闘病記             | 2013年 |                                                                 |
| ♯9  | カレの居ぬ間にビッグフット！       | 2014年 |                                                                 |
| ♯10 | 俺の白飯を超えてゆけ！！           | 2015年 |                                                                 |
| ♯11 | 杉沢村のアポカリプティックサウンド | 2015年 |                                                                 |
| ♯12 | ヤだなコワいななんかヘンだな       | 2016年 |                                                                 |
| ♯13 | コテンパン・ラリー2                | 2016年 |                                                                 |
| ♯14 | スーパードンキーヤングDX           | 2020年 |                                                                 |
| ♯15 | 逆張ヶ浜に夕陽が落ちる             | 2024年 |                                                                 |

### その他
永野宗典の脚本・演出・出演による「永野宗典不条理劇場」として、『虚業』が2011年1月に、『劇野郎が来る！』が2012年5月から6月にそれぞれ上演。また、諏訪雅が脚本・演出・制作を手がけたオリジナルミュージカルである諏訪ミュージカル企画『夢！鴨川歌合戦』が2014年3月に上演された。

## DVD
演劇公演映像をメインコンテンツとし、公演の舞台裏や副音声、映像作品、イベントでのコント映像など複数の特典映像を加えてリリースする。最近では、演劇公演に加えて、『ヨーロッパ企画の暗い旅』などヨーロッパ企画が手がけたイベントやテレビ番組のDVD化にも力を入れている。

### ヨーロッパ企画演劇公演
- サマータイムマシン・ブルース2003
- ロードランナーズ・ハイ＋ロー
- ムーミン
- 12人の追い抜けないアキレス
- 平凡なウェーイ
- Windows5000
- ブルーバーズ・ブリーダーズ
- 苦悩のピラミッダー
- 冬のユリゲラー
- 衛星都市へのサウダージ
- 火星の倉庫
- あんなに優しかったゴーレム
- ボス・イン・ザ・スカイ
- ロベルトの操縦
- 月とスイートスポット
- 建てましにつぐ建てましポルカ
- ビルのゲーツ
- 遊星ブンボーグの接近
- 来てけつかるべき新世界
- 出てこようとしているトロンプルイユ
- サマータイムマシン・ブルース/サマータイムマシン・ワンスモア
- ギョエー！ 旧校舎の77不思議

他に、『サマータイムマシン・ブルース2005』、『曲がれ!スプーン（舞台版）』は、ポニーキャニオンが販売元となっている。

### コントライブ
- ジェントルメンクラブ「ゴルフ」

### イベント
- 第5回ショートショートムービーフェスティバル作品集
- 第6回ショートショートムービーフェスティバル作品集

### テレビ番組
- ヨーロッパ企画の町内会ディスコ
- ヨーロッパ企画の暗い旅1～11

### 廉価版（ヨーロッパ企画DVDスリム）
- ヨーロッパ企画の数打っていこう
- 諏訪ミュージカル企画「夢！鴨川歌合戦」

## 映画
これまで、『サマータイムマシン・ブルース』『曲がれ!スプーン』といった戯曲の映画化や、主宰の上田誠が映画やドラマの脚本を手がけたり、劇団員が各自ショートフィルムの監督を務めるなど映像制作にも注力してきていたが、2019年10月14日、第11回下北沢映画祭で劇団初の長編オリジナル映画の製作を発表した。
- ドロステのはてで僕ら（2020年6月5日公開、配給：トリウッド）
- リバー、流れないでよ（2023年6月23日公開、配給：トリウッド）

## イベント
これまでに開催されたイベント（50音順）
黒木祭（2007年 - 2014年）
「ヨーロッパ企画」内における自主映画制作集団 「黒木組」による作品を一挙公開。2012年と2014年は『ハイタウン』内のイベントの一つとして行われている。
ショートショートムービーフェスティバル（2004年 - 2015年）
「5分以内」という条件の下、ヨーロッパ企画メンバー、ゲスト監督、一般応募の作品を織り交ぜて上映し、観客の投票によってグランプリを決める。実験的な作品を積極的に上映することで、映画の裾野を拡げることも、開催趣旨のひとつ。2013年開催の第8回は『ヨーロッパ企画の京都ニューシネマ』内で開催。
ハイタウン（2008年 - 2016年）
「ニューエイジを刺激する極上の闇鍋イベント」としてコントライブなどを開催したのが始まり。これを2012年からは企画性と笑いの祭典として2年ごとに開催する形に変更するとともに、いままでやったことの無いコメディに挑戦する「コメディ実験室」などの公演のほか各種イベントやヨーロッパ企画メンバーが監督・出演している映画の上映など多彩な内容のイベントとして開催。また、デイリーポータルZも当イベントに「デイリーポータルZルーム」として参加している。なお、従来のコントライブ形式のイベントについては、2013年7月と11月に『ハイタウン外伝』として開催している。
ふじだなサミット（2006年）
上田誠、伊藤紘介によるユニット、ふじだなサミットの集会。古い漫画、本、CD、おもちゃなど（案件と呼ぶ）をそれぞれが持ち寄り、討論した。
ヨーロッパ企画の京都ニューシネマ（2010年 - 2016年）
京都シネマとの共催で、ヨーロッパ企画のメンバーによる自主制作映画を上映。2012年開催の第2回では、ヨーロッパ企画メンバーが制作したかせきさいだぁ≡の楽曲のミュージックビデオを上映した『かせきさいだぁMVフェスティバル』を、2013年開催の第3回では『第8回ショートショートムービーフェスティバル』をそれぞれ開催。このイベントで上映した自主制作映画の一部は、『ゆうばり国際ファンタスティック映画祭』や『さぬき映画祭』など各地の映画祭でも上映している。
ヨーロッパスタジオ祭り（2005年 - 2007年）
公式サイトの一部、「ヨーロッパスタジオ」にて行われるオンラインイベント。チャットによる仮想ステージの他、さまざまな企画が毎日約2時間（企画によっては24時間）、1週間連続で行われた。

## 関連人物・集団
- 本広克行 - 映画『サマータイムマシン・ブルース』、『曲がれ!スプーン』を監督。『ショートショートムービーフェスティバル』に、ゲスト審査員として2度参加。
- シュガーフィールズ - ミュージシャン。舞台『Europe Fields Forever』にて共演。『ショートショートムービーフェスティバル』にゲスト監督として参加。
- プラモミリオンセラーズ - ミュージシャン。ヨーロッパ企画の劇中音楽にたびたび使われる。『ふじだなサミット』にゲスト参加。
- TEAM NACS
  - 音尾琢真 - 『スバセカ劇場』における主演。
  - 森崎博之 - 本広克行監督作品『UDON』にて永野と共演。永野は雑誌『ダ・ヴィンチ』のTEAM NACS特集の際コメントを寄稿。
- ザ・プラン9 - 舞台やテレビのコントで共演。
- チョップリン - 同上
- なるみ - 同上
- 小籔千豊 - 同上、上田脚本の映画『FLY!〜平凡なキセキ〜』で主役を務めた。
- かせきさいだぁ≡ - ラッパー、ヴォーカリスト。『衛星都市へのサウダージ』の劇中挿入歌として楽曲が使用された。また共に「SET YOU FREE」のイベントに出演している。ショートショートムービーフェスティバルにも参加。
- SET YOU FREE - ロック系のイベンター。短編の演劇や音楽活動などで度々参加している。
- 伊藤忠之 - ロックバンド、ロボピッチャーのキーボーディスト。『ボス・イン・ザ・スカイ』、『昭和島ウォーカー』などの劇中曲を制作、前者はCDも発売されている。
- いとうせいこう - いとうがMCの番組『Oxala!Monday』（スペースシャワーTV）に上田が出演（2006年4月3日）。『ショートショートムービーフェスティバル』にゲスト審査員として参加している。
- 滝本晃司 - ミュージシャン。元たまのベーシスト。『曲がれ!スプーン』（2009年）劇中曲を制作。
- 木暮晋也 - ロックバンド、ヒックスヴィルのギタリスト。『サーフィンUSB』、『ロベルトの操縦』劇中曲を制作。
- moools - ロックバンド。『月とスイートスポット』の劇中曲として楽曲が使用された[21]。
- SCRAP - ロックバンドであるロボピッチャーのボーカリスト兼ギタリスト、加藤隆生が社長を務める『リアル脱出ゲーム』の主催企業。2008年～2009年と2010年3月に大阪・梅田のファッションビルHEP FIVE内のHEP HALLにて『HEPHALLからの脱出3部作』・『ある飛行機からの脱出』、2013年11月に京都にある常設店舗「アジトオブスクラップ京都」にて『魔王城からの脱出』（2019年9月に東京歌舞伎町にある常設店舗「アジトオブスクラップ東新宿GUNKAN」にて開催決定）の制作協力に参加。

## 出演

### テレビ
現在放送中
- ヨーロッパ企画の暗い旅（2011年1月 - 、KBS京都・テレビ神奈川） - かつては、北海道テレビでも短期間放送されていた。
- タクシードライバー 祇園太郎（2011年7月・10月 - 、NHK Eテレ・ワンセグ2）
- 銀河銭湯パンタくん（2013年4月 - 、NHK Eテレ） - 原作に角田貴志、プロット監修に上田誠がクレジットされている。また、本多力が声優としてレギュラー出演。ヨーロッパ企画としては初の子供番組かつ学校放送番組である（小学1・2年生向けの道徳番組）。
- ことばドリル（2014年4月 - 、NHK Eテレ） - 小学1・2年生向けの国語番組。上田誠と西垣匡基が脚本を担当。
- キョートカクテル（2014年9月15日 - 、LaLa TV） - LaLa TVとヨーロッパ企画とのコラボ企画によるフラッシュアニメ。脚本・演出に石田剛太（声優としても出演）、イラストに角田貴志、フラッシュアニメ制作に西村直子を起用。また、諏訪雅と本多力も声優としてレギュラー出演。
- インテリワードBAR「見えざるピンクのユニコーン」（2015年4月3日 - 、BSジャパン） - 2015年1月2日に単発放送。2015年4月3日からレギュラー放送開始。
- 趣味の園芸グリーンスタイル　京も一日陽だまり屋（2016年4月 - 、NHK Eテレ） 紙人形劇の体裁をとり、脚本と登場人物の操演と声の出演を担当
- ポチっと発明 ピカちんキット（2018年1月6日 - 、テレビ東京系） - ヨーロッパ企画の子供番組としては民放第2作でバラエティーパートの制作を担当。
- ドラマ24「浦安鉄筋家族」（2020年4月11日 - 、テレビ東京系） - 上田誠、諏訪雅[注 3]、酒井善史[注 4]が脚本を担当。
- ヨーロッパ企画のYou宇宙be（2020年11月27日 - 、フジテレビ） - 上田誠が全体の構成を担当し、ドラマ、コント、バラエティー、ドキュメンタリーというオールジャンルのオムニバス形式の番組構成。2020年11月27日から翌年3月まで、不定期で全5回のシリーズを放送を予定[22]。

放送終了
- ヨーロッパ企画のロケコメ（朝日放送テレビ）
- ユキポンのお仕事（2007年4月 - 7月9日、テレビ東京）
- なだぎ式殺人事件（2009年2月3日、朝日放送テレビ）
- ヨーロッパ企画の町内会ディスコ（2009年3月・4月、関西テレビ☆京都チャンネル）
- 誰なんだ君たち（2009年4月 - 9月、東京MXテレビ）
- ジドウスポーツ（2010年2月 - 3月、中部日本放送） - J SPORTS、tvkでも放送された。
- 〔藤村・嬉野プロデュース〕ヨーロッパ企画です。（2012年2月29日、北海道テレビ） - 「水曜どうでしょう」のディレクター・藤村忠寿と嬉野雅道がプロデュースと演出を手掛けた。
- ヨメ代行はじめました。（2013年1月 - 3月、関西テレビ） - 大歳倫弘・西垣匡基が脚本を担当し、諏訪雅がレギュラー出演、石田剛太・酒井善史・土佐和成・永野宗典・西村直子・本多力がゲスト出演した。
- おとりよせ王子 飯田好実（2013年4月 - 6月、メ〜テレ） - 大歳倫弘・酒井善史が脚本を担当（酒井はドラマ本編にもゲスト出演）し、本多力がレギュラー出演。他に角田貴志・土佐和成・永野宗典がゲスト出演。
- ヨーロッパ企画の26世紀フォックス（2014年2月28日・10月26日、フジテレビ） - 実験的SF作品をオムニバス形式で放送。上野樹里がゲスト出演。テレビ西日本、さくらんぼテレビジョン、東海テレビでも放送された。第2弾も同年10月にも上野がゲスト出演[23]。
- 天才脚本家 梶原金八（2014年3月29日、時代劇専門チャンネル） - 映画監督・山中貞雄が仲間たちと作った実在の脚本家集団「梶原金八」の青春物語を描いた実写オリジナルドラマ。
- 雨天中止ナイン（2014年5月12日 - 6月2日、テレビ東京系） - おぎやはぎ、かもめんたる、ヨーロッパ企画の三者が共演する脱力系SFインドアシチュエーションコメディ。上田誠が脚本を担当。
- アグレッシブですけど、何か?（2010年4月 - 2015年3月18日、広島ホームテレビ） - 石田剛太・土佐和成・酒井善史が準レギュラー、KBS京都でも放送された。
- モテモテかんぱにーR25（2013年4月 - 2015年9月24日、関西テレビ） - 石田剛太・酒井善史が再現VTRに出演
- ピカっと解決 ピカちんハンター（2017年10月7日 - 12月23日、テレビ東京系） - ヨーロッパ企画の子供番組としては初の民放デビュー作である。
- ドラマUR「引っ越し先は団地になりまして」（2015年12月1日 - 、J:COM〈関西エリア〉ほか関西地区のケーブルテレビ） - ヨーロッパ企画がUR都市機構とコラボして制作した5分間のミニドラマ。公式サイトでも無料でネット配信を行っている。
- ストリートワイズ・イン・ワンダーランド 〜事件の方が放っておかない探偵〜（2018年3月20日・27日、フジテレビ） - 上田誠が脚本、主人公の私立探偵・和田（安藤政信）の「取り巻き」として9名が出演[24]。
- 大人の恋愛塾 マジメ男信彦の疑問（2018年12月20日、読売テレビ） - 石田剛太と上田誠が脚本。ヨーロッパ企画のメンバーも出演。
- ちょい☆ドラ2019「ダークマターな女」（2019年1月12日、NHK総合） - 上田誠が脚本。主演は伊藤沙莉で、ほかにヨーロッパ企画のメンバーが出演。
- HTB開局50周年ドラマ「チャンネルはそのまま!」（2019年3月11日、Netflix・2019年3月18日 - 2019年3月22日、北海道テレビ放送） - ヨーロッパ企画のメンバー全員が出演。
- 第1話（2019年4月22日 - 7月7日、朝日放送テレビ） - ヨーロッパ企画のメンバー全員出演。
- つるさんかめさん〜ニッポン算額探訪〜（2019年7月13日 - 2019年8月17日、WOWOW） - ヨーロッパ企画のメンバーが各回交代で登場する旅番組。全6回。

CM
- 前田建設「お客様とともに刻んで行く歴史が素晴らしいものになるように」篇、「前田建設の時間に境はないのです。」篇（西垣匡基が監督、石田剛太と諏訪雅が出演）
- 三井製糖「クッキング刑事」（諏訪雅と永野宗典が出演）

### ラジオ
現在放送中
- こちらヨーロッパ企画福岡支部（2013年4月 - 9月・2014年4月 - 9月・2015年4月 - 、LOVE FM） - 石田剛太がDJを担当するほか、ヨーロッパ企画のメンバーから毎週1、2人がゲストで出演。
- 音で訪ねる ニッポン時空旅（2015年4月5日 - 、NHKラジオ第2） - 時空旅案内人（メインパーソナリティ）として永野宗典・本多力が出演。

放送終了
- ヨーロッパは夜の9時半（2005年10月 - 2006年3月、ABCラジオ）
- ヨーロッパ企画の試験放送（2006年4月 - 2008年9月、ABCラジオ）
- 永野・本多の劇的ラジオ（2007年10月4日 - 2014年9月26日、KBS京都ラジオ） - 永野宗典・本多力がDJとして出演。
- BINTANG GARDEN（FM802） - いずれもヨーロッパ企画本公演の関連企画番組として放送
  - ヨーロッパ企画の終電まであと少し!（2011年9月17日）
  - ナガノック・フェスティバル〜永野とロックとホニャララ～（2012年12月16日） - 永野宗典がロックフェスティバルを企画して実現した同名イベントの模様を放送
  - ヨーロッパ企画presents「いざ！迷路に参ろう」（2013年10月19日）
  - 情熱ヨーロッパ大陸（2014年9月13日）
  - 文房具ミーティング2015（2015年9月27日）
- ヨーロッパ企画のブロードウェイラジオ!（2014年10月3日 - 2022年10月16日、KBS京都ラジオ） - 永野宗典がDJを担当、他にヨーロッパ企画メンバーが月替わりゲストで1か月間担当。LOVE FM、RNCラジオ、CBCラジオでも放送。

### ネット配信
- 週刊!ヨーロッパ2（2013年5月11日 - 2022年10月22日） - パーソナリティは土佐和成が担当。他にヨーロッパ企画のメンバーなどが週代わりゲストとして登場（ごくまれにゲストが登場しない場合もある）。
- ヨーロッパ企画のECCで英語をはじめようチャンネル! - ヨーロッパ企画のメンバーが英会話に挑戦するショートムービーを随時配信[25]。
- 攻殻機動隊ARISE border:less project「memory」（2014年） - アニメ映画『攻殻機動隊 ARISE』を元に各クリエイターが独自解釈で作品を制作する企画。それらの一つとなる実写ドラマ「memory」は山口淳太が監督し、酒井善史らが出演[26]。
- アダムちゃん〜宇宙人が京都にホームステイ〜（2014年12月25日 - ） - 任天堂制作の紙人形劇動画シリーズ。ヨーロッパ企画のメンバーが声をあてている[27][28]。
- AKB48総選挙スキャンダル アキバ文書（2016年6月18日 - ） - Amazonプライム・ビデオ配信の連続ドラマ。石田剛太、諏訪雅、土佐和成が第4話「犯人を追え!」に出演。
- プロデューサーK（2016年9月28日） - Amazonプライム・ビデオとGYAO!で配信されたドラマ。主演は石黒賢。石田剛太と諏訪雅が出演。
- 空想!?アルバイターホンダくん（2017年2月23日） - フロムエー ナビ制作のショートドラマ。諏訪雅が脚本、本多力と石田剛太が出演。全3話[29]。
- ミズノ部活あるある劇場（2017年3月21日） - ミズノ制作のショートドラマ。諏訪雅、土佐和成、永野宗典、西村直子、本多力が出演。全5話[30]。
- 魔!淀川キャッチボール部（2017年12月11日 - 2018年1月22日） - 諏訪雅が監督。出演はNMB48の城恵理子、谷川愛梨、川上千尋。
- 【中小企業の社長に聞く】 私はこれで会社をアゲました（2019年3月18日） - 中小企業基盤整備機構制作のショートドラマ。脚本・石田剛太、脚本監修・上田誠、ヨーロッパ企画のメンバーも出演[31]。
- つばめ刑事（2019年6月3日） - ひかりTVとdTVで配信のドラマ。監督は諏訪雅、脚本は諏訪雅・下亜友美・石田剛太。ヨーロッパ企画から石田剛太と土佐和成が出演。
- ゲームで解決! プログラメン（2019年8月1日 - ） - 任天堂制作による『Nintendo Labo』を用いたゲーム開発動画シリーズ。酒井善史、藤谷理子、永野宗典が出演[32]。

### ミュージックビデオ
- moools「愛人」（上田誠と角田行平が監督、本多力が出演）
- クリープハイプ「イト」（山口淳太が監督、諏訪雅と中川晴樹が出演）

## 関連書籍
- 上田誠 著『曲がれ!スプーン』 早川書房〈ハヤカワSFシリーズ Jコレクション〉、2009年10月初版発行、ISBN 978-4-15-209077-5。
  - 表題作に『サマータイムマシン・ブルース』、短篇小説「犬も歩けば」を併録。
- 上田誠『サマータイムマシン・ブルース』 早川書房、2018年8月7日、ISBN 978-4-15-209793-4。
  - 作者語り下ろしインタビューおよび20年間全38回（『ワンスモア』含む）の上演履歴を併録。
- ヨロッパ通信
  - アンオフィシャルパンフレット。編集長は諏訪雅。表紙は本秀康。第11号まで刊行されている（2014年4月現在）。
- 『ヨーロッパ企画の本 我々、こういうものです。』ミシマ社 編、発刊：2016年9月17日、ISBN 978-4903908830。[33]
  - 上田誠による短編戯曲「小さな出版社」書き下ろし、過去作品解説、森見登美彦・嬉野雅道・本秀康 各氏による寄稿

## ゲーム
偶然にも最悪な永野 公園編（フラッシュゲーム）
偶然にも最悪な永野 待ち合わせ編（フラッシュゲーム）
ゲームムービー０１ 偶然にも最悪な永野 特別編 アウェイ・アローン（アプリゲーム）
ゲームムービー０２ ツッコマニア（アプリゲーム）
ゲームムービー０３ ツッコマニア２（アプリゲーム）